# Campeonato Sub-17 de la OFC 2013
El Campeonato Sub-17 de la OFC 2013 fue la decimoquinta edición de dicho torneo. Se disputó en Luganville, Vanuatu del 17 al 27 de abril y dio un cupo para la Copa Mundial de Fútbol Sub-17 de 2013.
Fueron seis las naciones participantes: Fiyi, Nueva Caledonia, Nueva Zelanda, Papúa Nueva Guinea, el país local, Vanuatu y las Islas Cook, que superaron en la fase preliminar a Samoa, Samoa Americana y Tonga. Islas Salomón, a pesar de estar clasificado, se retiró de la competición por razones económicas.
Nueva Zelanda se coronó campeón luego de vencer en todos los encuentros.

## Fase preliminar
Se disputó en Apia, Samoa entre el 22 y el 26 de enero de 2013. Islas Cook logró clasificar al torneo.
| Selección       | Pts | PJ | PG | PE | PP | GF | GC | Dif |
| --------------- | --- | -- | -- | -- | -- | -- | -- | --- |
| Islas Cook      | 6   | 3  | 2  | 0  | 1  | 9  | 5  | 4   |
| Samoa Americana | 4   | 3  | 1  | 1  | 1  | 7  | 5  | 2   |
| Samoa           | 4   | 3  | 1  | 1  | 1  | 6  | 6  | 0   |
| Tonga           | 3   | 3  | 1  | 0  | 2  | 6  | 12 | -6  |

| 22 de enero de 2013, 15:00 (UTC+14) | Samoa               | 2:2 (1:2) | Samoa Americana      | J. S. Blatter, Apia                                           |                                                               |
|                                     | Keni 15', 69' (pen) | Reporte   | Siligi 10' · Tua 35' | Asistencia: 500 espectadores Árbitro(s): Rakesh Varman (Fiyi) | Asistencia: 500 espectadores Árbitro(s): Rakesh Varman (Fiyi) |

| 22 de enero de 2013, 17:00 (UTC+14) | Tonga        | 1:7 (1:6) | Islas Cook                                                                           | J. S. Blatter, Apia                                               |                                                                   |
|                                     | Polovili 43' | Reporte   | Bonsu-Maro 5', 37' · Edwards 9' · Joseph 19' · 41' (a.g.) · Temata 47' · Wichman 56' | Asistencia: 200 espectadores Árbitro(s): Robinson Banga (Vanuatu) | Asistencia: 200 espectadores Árbitro(s): Robinson Banga (Vanuatu) |

| 24 de enero de 2013, 15:00 (UTC+14) | Samoa                 | 3:2 (1:0) | Tonga                   | J. S. Blatter, Apia                                         |                                                             |
|                                     | Scanlan 16', 51', 53' | Reporte   | Polovili 50', 77' (pen) | Asistencia: 400 espectadores Árbitro(s): Pari Oito (Tahití) | Asistencia: 400 espectadores Árbitro(s): Pari Oito (Tahití) |

| 24 de enero de 2013, 17:00 (UTC+14) | Islas Cook | 0:3 (0:2) | Samoa Americana                   | J. S. Blatter, Apia                                                   |                                                                       |
|                                     |            | [http://210.48.80.94/OFC/Portals/0/Images/Articles/COK_ASA%20Match%20Summary.pdf (enlace roto disponible en Internet Archive; véase el historial, la primera versión y la última). Reporte] | Tua 19', 90+2' · Siligi 39' (pen) | Asistencia: 300 espectadores Árbitro(s): Gerald Oiaka (Islas Salomón) | Asistencia: 300 espectadores Árbitro(s): Gerald Oiaka (Islas Salomón) |

| 26 de enero de 2013, 15:00 (UTC+14) | Islas Cook               | 2:1 (0:1) | Samoa      | J. S. Blatter, Apia              |                                  |
|                                     | Tararo 59' · Tiputoa 86' | [http://210.48.80.94/OFC/Portals/0/Images/Articles/COK_SAM%20Match%20Summary.pdf (enlace roto disponible en Internet Archive; véase el historial, la primera versión y la última). Reporte] | Pelesa 23' | Árbitro(s): Rakesh Varman (Fiyi) | Árbitro(s): Rakesh Varman (Fiyi) |

| 26 de enero de 2013, 15:00 (UTC+14) | Samoa Americana     | 2:3 (1:0) | Tonga                                       | J. S. Blatter, Apia                      |                                          |
|                                     | Ipiniu 1' · Tua 48' | [http://210.48.80.94/OFC/Portals/0/Images/Articles/ASA_TGA%20Match%20Summary.pdf (enlace roto disponible en Internet Archive; véase el historial, la primera versión y la última). Reporte] | Talanoa 71' · Polovili 87' · Vaka'uta 90+2' | Árbitro(s): Gerald Oiaka (Islas Salomón) | Árbitro(s): Gerald Oiaka (Islas Salomón) |

## Equipos participantes
| Equipos participantes | Equipos participantes | Equipos participantes | Equipos participantes |
| --------------------- | --------------------- | --------------------- | --------------------- |
| Fiyi                  | Islas Cook            | Nueva Caledonia       |                       |
| Nueva Zelanda         | Papúa Nueva Guinea    | Vanuatu               |                       |

## Clasificación
| Selección          | Pts | PJ | PG | PE | PP | GF | GC | Dif |
| ------------------ | --- | -- | -- | -- | -- | -- | -- | --- |
| Nueva Zelanda      | 15  | 5  | 5  | 0  | 0  | 23 | 3  | 20  |
| Nueva Caledonia    | 9   | 5  | 3  | 0  | 2  | 10 | 7  | 3   |
| Vanuatu            | 8   | 5  | 2  | 2  | 1  | 9  | 6  | 3   |
| Fiyi               | 7   | 5  | 2  | 1  | 2  | 10 | 8  | 2   |
| Papúa Nueva Guinea | 4   | 5  | 1  | 1  | 3  | 2  | 8  | -6  |
| Islas Cook         | 0   | 5  | 0  | 0  | 5  | 1  | 23 | -22 |

## Resultados
| 17 de abril de 2013, 09:30 (UTC+11) | Nueva Zelanda                                                                               | 9:0 (7:0) | Islas Cook | Soccer City Stadium, Luganville                                                      |                                                                                      |
|                                     | Henry 6' (a.g.) · Patterson 10' 22' 31' · Holthusen 23' 34' · Rufer 44' · Shafahi 82' 90+1' | [http://210.48.80.94/OFC/Portals/0/Images/Articles/NZL%20COK%20Match%20Summary.pdf (enlace roto disponible en Internet Archive; véase el historial, la primera versión y la última). Reporte] |            | Asistencia: 2.500 espectadores Árbitro(s): Isidore Assiene-Ambassa (Nueva Caledonia) | Asistencia: 2.500 espectadores Árbitro(s): Isidore Assiene-Ambassa (Nueva Caledonia) |

| 17 de abril de 2013, 12:30 (UTC+11) | Fiyi | 0:3 (0:3) | Nueva Caledonia            | Soccer City Stadium, Luganville                                        |                                                                        |
|                                     |      | [http://210.48.80.94/OFC/Portals/0/Images/Articles/NZL%20COK%20Match%20Summary.pdf (enlace roto disponible en Internet Archive; véase el historial, la primera versión y la última). Reporte] | Nyikeine 18' 30' · Kai 35' | Asistencia: 3.500 espectadores Árbitro(s): Nelson Sogo (Islas Salomón) | Asistencia: 3.500 espectadores Árbitro(s): Nelson Sogo (Islas Salomón) |

| 17 de abril de 2013, 15:30 (UTC+11) | Papúa Nueva Guinea | 1:1 (0:0) | Vanuatu    | Soccer City Stadium, Luganville                                   |                                                                   |
|                                     | Benjamin 69'       | Reporte   | Thomas 77' | Asistencia: 4.800 espectadores Árbitro(s): Ravitesh Behari (Fiyi) | Asistencia: 4.800 espectadores Árbitro(s): Ravitesh Behari (Fiyi) |

| 19 de abril de 2013, 09:30 (UTC+11) | Islas Cook | 0:1 (0:0) | Papúa Nueva Guinea | Soccer City Stadium, Luganville                                       |                                                                       |
|                                     |            | [http://210.48.80.94/OFC/Portals/0/Images/Articles/U17%20MD2%20COK%20vs.%20PNG%20Match%20Summary.pdf (enlace roto disponible en Internet Archive; véase el historial, la primera versión y la última). Reporte] | Inia 56'           | Asistencia: 1.500 espectadores Árbitro(s): John Saohu (Islas Salomón) | Asistencia: 1.500 espectadores Árbitro(s): John Saohu (Islas Salomón) |

| 19 de abril de 2013, 12:30 (UTC+11) | Vanuatu     | 1:1 (0:0) | Fiyi      | Soccer City Stadium, Luganville                                    |                                                                    |
|                                     | Kalsrap 83' | Reporte   | Rafiq 50' | Asistencia: 5.000 espectadores Árbitro(s): Averii Jacques (Tahití) | Asistencia: 5.000 espectadores Árbitro(s): Averii Jacques (Tahití) |

| 19 de abril de 2013, 15:30 (UTC+11) | Nueva Caledonia | 0:4 (0:1) | Nueva Zelanda                               | Soccer City Stadium, Luganville                                       |                                                                       |
|                                     |                 | Reporte   | Neblett 12' · Rufer 46' 71' · Patterson 78' | Asistencia: 6.500 espectadores Árbitro(s): Albert Maru (P. N. Guinea) | Asistencia: 6.500 espectadores Árbitro(s): Albert Maru (P. N. Guinea) |

| 21 de abril de 2013, 09:30 (UTC+11) | Fiyi                    | 2:0 (1:0) | Papúa Nueva Guinea | Soccer City Stadium, Luganville                                   |                                                                   |
|                                     | Buksh 22' · Verevou 50' | [http://210.48.80.94/OFC/Portals/0/Images/Articles/U17%20MD3%20FIJ%20vs.%20PNG%20Match%20Summary.pdf (enlace roto disponible en Internet Archive; véase el historial, la primera versión y la última). Reporte] |                    | Asistencia: 1.500 espectadores Árbitro(s): Bruce George (Vanuatu) | Asistencia: 1.500 espectadores Árbitro(s): Bruce George (Vanuatu) |

| 21 de abril de 2013, 12:30 (UTC+11) | Nueva Caledonia                                             | 5:0 (3:0) | Islas Cook | Soccer City Stadium, Luganville                                   |                                                                   |
|                                     | Wamowe 34' · Wamai 42' 45+1' · Xanatre 46' · Ouka 81' (pen) | Reporte   |            | Asistencia: 5.000 espectadores Árbitro(s): Ravitesh Behari (Fiyi) | Asistencia: 5.000 espectadores Árbitro(s): Ravitesh Behari (Fiyi) |

| 21 de abril de 2013, 15:30 (UTC+11) | Vanuatu    | 1:2 (1:1) | Nueva Zelanda               | Soccer City Stadium, Luganville                                       |                                                                       |
|                                     | Saniel 22' | Reporte   | Holthusen 19' · Neblett 79' | Asistencia: 6.750 espectadores Árbitro(s): John Saohu (Islas Salomón) | Asistencia: 6.750 espectadores Árbitro(s): John Saohu (Islas Salomón) |

| 23 de abril de 2013, 09:30 (UTC+11) | Islas Cook  | 1:3 (0:2) | Vanuatu                            | Soccer City Stadium, Luganville                                       |                                                                       |
|                                     | Wichman 87' | Reporte   | Saniel 15' · Frank 35' · Naieu 59' | Asistencia: 1.000 espectadores Árbitro(s): Albert Maru (P. N. Guinea) | Asistencia: 1.000 espectadores Árbitro(s): Albert Maru (P. N. Guinea) |

| 23 de abril de 2013, 12:30 (UTC+11) | Papúa Nueva Guinea | 0:1 (0:1) | Nueva Caledonia | Soccer City Stadium, Luganville                                        |                                                                        |
|                                     |                    | Reporte   | Nyikeine 32'    | Asistencia: 3.000 espectadores Árbitro(s): Nelson Sogo (Islas Salomón) | Asistencia: 3.000 espectadores Árbitro(s): Nelson Sogo (Islas Salomón) |

| 23 de abril de 2013, 15:30 (UTC+11) | Nueva Zelanda                                              | 4:2 (1:0) | Fiyi                      | Soccer City Stadium, Luganville                                                      |                                                                                      |
|                                     | Neblett 17' · Chand 70' (a.g.) · Patterson 73' · Blake 85' | Reporte   | Chand 54' · Verevou 90+3' | Asistencia: 5.000 espectadores Árbitro(s): Isidore Assiene-Ambassa (Nueva Caledonia) | Asistencia: 5.000 espectadores Árbitro(s): Isidore Assiene-Ambassa (Nueva Caledonia) |

| 25 de abril de 2013, 09:30 (UTC+11) | Nueva Zelanda                         | 4:0 (0:0) | Papúa Nueva Guinea | Soccer City Stadium, Luganville                                       |                                                                       |
|                                     | Holthusen 57' 73' 82' · Patterson 73' | [http://210.48.80.94/OFC/Portals/0/Images/Articles/U17%20MD5%20-%20NZL%20vs.%20PNG%20Match%20Summary.pdf (enlace roto disponible en Internet Archive; véase el historial, la primera versión y la última). Reporte] |                    | Asistencia: 2.500 espectadores Árbitro(s): John Saohu (Islas Salomón) | Asistencia: 2.500 espectadores Árbitro(s): John Saohu (Islas Salomón) |

| 25 de abril de 2013, 12:30 (UTC+11) | Islas Cook | 0:5 (0:1) | Fiyi                                                        | Soccer City Stadium, Luganville                                        |                                                                        |
|                                     |            | [http://210.48.80.94/OFC/Portals/0/Images/Articles/U17%20MD5%20-%20COK%20vs.%20FIJ%20Match%20Summary.pdf (enlace roto disponible en Internet Archive; véase el historial, la primera versión y la última). Reporte] | Buksh 28' · Verevou 52' 82' · Tawananakoro 57' · Sharma 87' | Asistencia: 5.000 espectadores Árbitro(s): Nelson Sogo (Islas Salomón) | Asistencia: 5.000 espectadores Árbitro(s): Nelson Sogo (Islas Salomón) |

| 25 de abril de 2013, 15:30 (UTC+11) | Nueva Caledonia | 1:3 (0:1) | Vanuatu                           | Soccer City Stadium, Luganville                                    |                                                                    |
|                                     | Ouka 73'        | Reporte   | Frank 21' · Koka 50' · Thomas 77' | Asistencia: 6.500 espectadores Árbitro(s): Averii Jacques (Tahití) | Asistencia: 6.500 espectadores Árbitro(s): Averii Jacques (Tahití) |

## Clasificado a laCopa Mundial de Fútbol Sub-17 de 2013
| Bandera de Nueva Zelanda |
| Nueva Zelanda            |

## Estadísticas

### Goleadores
| Jugador           | Selección       | Goles |
| ----------------- | --------------- | ----- |
| Monty Patterson   | Nueva Zelanda   | 7     |
| Stuart Holthusen  | Nueva Zelanda   | 5     |
| Iosefo Verevou    | Fiyi            | 4     |
| Alex Rufer        | Nueva Zelanda   | 3     |
| Valentin Nyikeine | Nueva Caledonia | 3     |
| Elijah Neblett    | Nueva Zelanda   | 3     |
| Meysum Shafahi    | Nueva Zelanda   | 2     |
| Macinou Wamai     | Nueva Caledonia | 2     |
| Alex Saniel       | Vanuatu         | 2     |
| Jonetani Buksh    | Fiyi            | 2     |
| Janiel Thomas     | Vanuatu         | 2     |